# The love in your eyes
The love in your eyes is een lied van Vic Dana uit 1971. Het werd geschreven door Al Capps, Gordon Marron en Reid Reilich. In 1974 verscheen het lied als titelsong van de Amerikaanse elpee Love in your eyes van de Nederlandse band The Cats.
Vic Dana bracht het lied op 12 augustus 1971 op single uit met Child of mine op de B-kant. De single werd geproduceerd door Ted Glasser en gearrangeerd door Al Capps. Dana had zijn succesvolle jaren echter al achter de rug en de single sloeg in Nederland noch in de VS aan.
Het lied gaat over een man die de liefde wil verbreken met een jong meisje, maar zwak wordt wanneer hij bij haar is en het haar had willen vertellen.

## The Cats
Het  lied was als Love in your eyes (zonder The) de titelsong van de elpee Love in your eyes van de Nederlandse band The Cats uit 1974. Dit album was het eerste van twee dat oorspronkelijk voor de Amerikaanse markt werd geproduceerd door Al Capps, op het Fantasy-label van Snuff Garrett, maar door het succes van Be my day wereldwijd werd uitgegeven. Anders dan in de vijf jaar ervoor, vallen de nummers van deze elpee niet te typeren als palingsound. Deze versie van Love in your eyes is te kenmerken als Middle-of-the-road-muziek, waarmee sinds de jaren tachtig artiesten als Lee Towers, Anita Meyer en René Froger bekend mee zijn geworden.